# The Tears
The Tears ist eine britische Band, die 2004 von den ehemaligen Suede-Mitgliedern und Songwritern Brett Anderson und Bernard Butler gegründet wurde.

## Bandgeschichte
Brett Anderson und Bernard Butler spielten seit 1988 in der Band Suede, bis sich beide während der Arbeiten zum zweiten Album Dog Man Star zerstritten und Butler die Band 1994 verließ und eine Solokarriere startete. Anderson führte die begonnene Arbeit zu Ende und bis zur Auflösung von Suede im Jahre 2003 wurden noch insgesamt fünf weitere Alben veröffentlicht. Anderson und Butler wechselten in diesen Jahren kein Wort miteinander.
Nach der Auflösung von Suede trat Anderson mit Butler in Kontakt und bei einem Treffen in einem Londoner Pub beschlossen sie, trotz der bisherigen Differenzen, das gemeinsame Schreiben von Songs wieder aufzunehmen. Zu dieser Zusammenarbeit, bei der es alleine um die Musik gehen soll, sagt Butler: Die Sache hat nur ein Ziel, und das ist, ein großartiges Album zu machen. Es gibt keine sozialen Ambitionen, wir gehen nicht zusammen Kegeln.
Das Ergebnis dieser gemeinsamen Arbeit ist das im Juni 2005 unter dem Label V2 Records (rough trade) veröffentlichte Debüt-Album Here come The Tears, das aus 13 Songs des Songwriter-Duos besteht. Die Wahl des Namens The Tears beruht auf dem Gedicht Femmes Damnées von Philip Larkin, das mit den Worten The only sound heard is the sound of tears endet.
Die erste Single Refugees wurde im April 2005 veröffentlicht und stieg in den UK-Charts bis auf Platz 9. Der Song feierte auch in Deutschland am 4. Mai 2005 Premiere, als er im Rahmen der UK-Chart-Show bei Dasding komplett ausgespielt wurde. Im Juni 2005 folgte die Auskopplung Lovers, die Platz 24 der UK-Charts erreichen konnte und das ebenfalls im Juni 2005 veröffentlichte Album Here come The Tears erreichte Platz 15 in den UK-Charts.

## Diskografie

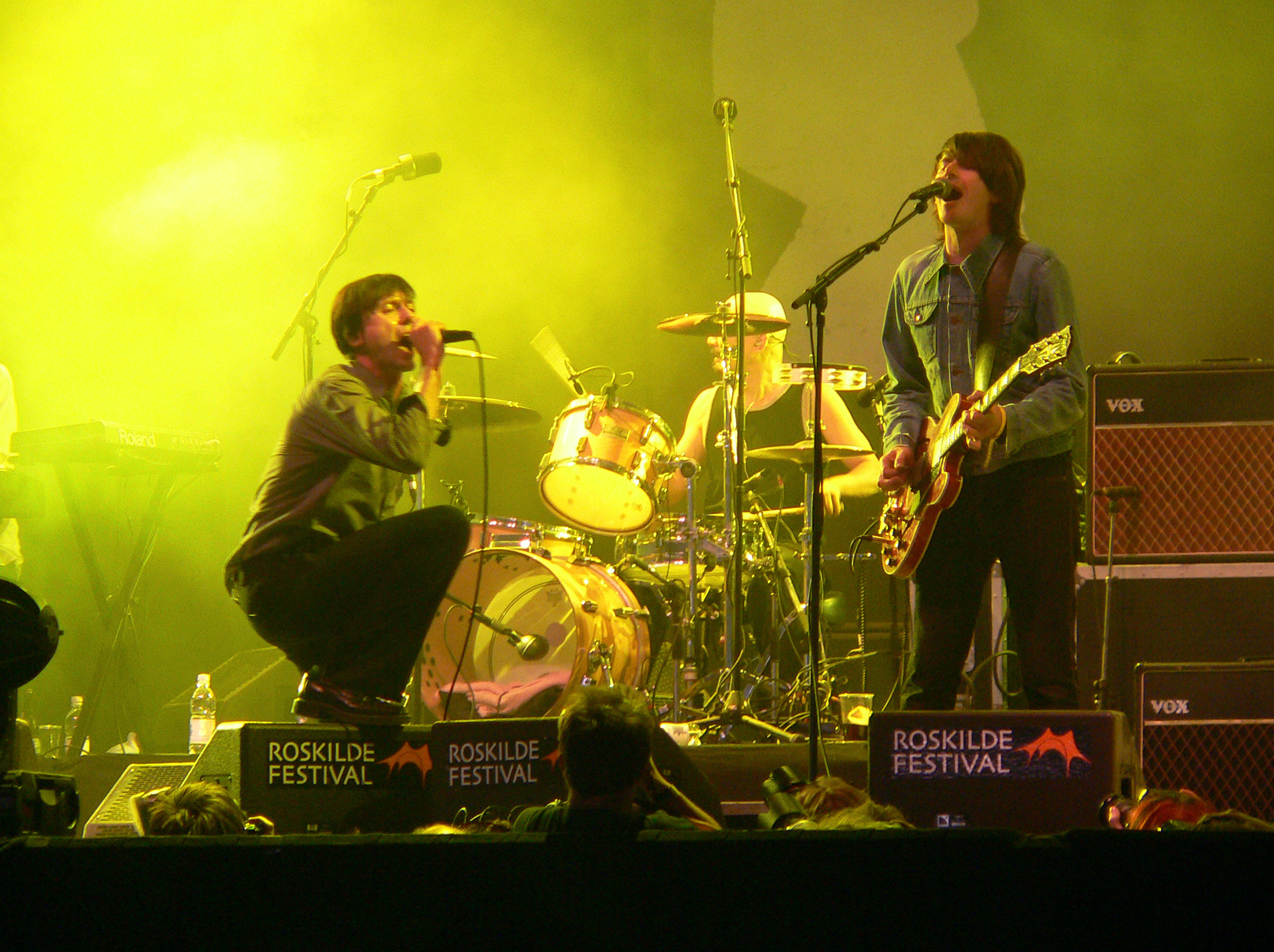
The Tears auf dem Roskilde-Festival 2005

### Alben
| Jahr | Titel               | Höchstplatzierung, Gesamtwochen, AuszeichnungChartsChartplatzierungen (Jahr, Titel, Platzierungen, Wochen, Auszeichnungen, Anmerkungen) | Anmerkungen |
| Jahr | Titel               | UK | Anmerkungen |
| ---- | ------------------- | --- | ----------- |
| 2005 | Here Come The Tears | UK15 (2 Wo.)UK |             |

### Singles
| Jahr | Titel Album                  | Höchstplatzierung, Gesamtwochen, AuszeichnungChartsChartplatzierungen (Jahr, Titel, Album, Platzierungen, Wochen, Auszeichnungen, Anmerkungen) | Anmerkungen |
| Jahr | Titel Album                  | UK | Anmerkungen |
| ---- | ---------------------------- | --- | ----------- |
| 2005 | Refugees Here Come The Tears | UK9 (4 Wo.)UK |             |
| 2005 | Lovers Here Come The Tears   | UK24 (2 Wo.)UK |             |